# Mario Sicca
Mario Sicca (* 12. September 1930 in Neapel; † 20. November 2023 in Niefern-Öschelbronn) war ein italienischer Gitarrist; er war Hochschullehrer für klassische Gitarre.
Sicca begann in Neapel sein Musikstudium, das er in Mailand fortsetzte. An der Wiener Musikakademie studierte er bei Karl Scheit und absolvierte dort die Konzertreifeprüfung mit Auszeichnung.
Gemeinsam mit der Pianistin und Cembalistin Rita-Maria Fleres trat er im Duo Italiano auf, das vor allem als Interpret der Musik des Barock und Rokoko bekannt wurde und mehrere Alben einspielte. 1965 erhielt er einen Ruf an die Musikakademie Basel, um ab 1968 an der Staatlichen Hochschule für Musik Karlsruhe als Hochschullehrer zu wirken. 1981 wechselte er als Professor für Klassische Gitarre an die Hochschule für Musik und Darstellende Kunst Stuttgart. Zu seinen Schülern gehören Andreas Martin, Michael Rodach, Ihsan Turnagöl und Irina Kircher.

## Schriften (Auswahl)
- Mario Sicca: Das Vibrato als natürliche Bereicherung des Klanges. In: Nova giulianiad. 1, 2, 1984, ISSN 0254-9565, S. 86 ff.
- Mario Sicca: The long way to freedom. Ein musikalisches Selbstporträt in Form eines Lehrgangs. In: Gitarre & Laute Band 8, 1986, Heft 5, S. 32–38.
- als Hrsg. mit Rita Maria Fleres: Rudolf Straube, Tre Sonate per chitarra, clavicembalo e violoncello. Zerboni, Mailand.